# Pentathemis
Pentathemis is een geslacht van libellen (Odonata) uit de familie van de glanslibellen (Corduliidae).

## Soorten
Pentathemis omvat 1 soort:
- Pentathemis membranulata Karsch, 1890